# Elena Stempkovskaïa
Elena Stempkovskaïa (russe : Елена Стемпковская) est une opératrice radio du 216e Régiment de carabiniers, 76e Division d'infanterie, 21e Armée, sur le Front du Sud-Ouest au cours de la Seconde Guerre mondiale. Pour son service dans l'armée, elle reçoit à titre posthume le titre d'Héroïne de l'Union soviétique le 15 mai 1946.

## Enfance et éducation
Stempkovskaïa est née dans une famille russe dans la région de Minsk de la République socialiste soviétique de Biélorussie en 1921, mais sa date de naissance exacte est inconnue. La famille déménage ensuite en Ouzbékistan pour développer l'industrie du coton ; elle est diplômée de l'Institut Pédagogique de Tachkent et est reste en Ouzbékistan jusqu'au début de la Seconde Guerre mondiale.

## Carrière militaire
Stempkovskaïa rejoint l'Armée rouge en juin 1941, après avoir été membre d'un Komsomol. Elle est formée aux communications radio et affecté au 216e Régiment d'Infanterie comme opératrice radio. Après qu'un guetteur a été tué dans des combats à Koursk, elle se rapproche de la ligne de feu pour transmettre les informations et se retrouve dans une tranchée encerclée par des troupes nazies,.
Il existe deux versions des événements qui ont conduit à sa mort. Selon la première, on dit qu'elle a tenté de se défendre des troupes ennemies en lançant deux grenades, mais a finalement été capturée et torturée pour obtenir des informations. Ses ravisseurs l'auraient poignardée à coup de baïonnettes, lui auraient coupé les mains avant de la laisser se vider de son sang car elle refusait de livrer des secrets militaires. L'autre version de sa mort, selon des sources plus récentes, c'est qu'après l'approche de la tranchée tenue par elle et plusieurs soldats soviétiques par les nazis, Stempkovskaïa entre dans la bataille avec une mitrailleuse et est tuée par balles, même si les opérateurs radios sont normalement très protégés par les troupes soviétiques en raison des informations qu'ils détiennent. Si un opérateur radio est pris, les risques sont grands que des secrets militaires soient dévoilés, c'est pourquoi ils ne sont normalement pas en première ligne. Tous les autres membres du bataillon qui n'ont pas fui sont tués dans la bataille.

## Récompenses
- Héros de l'Union soviétique
- Ordre de Lénine
- Ordre du Drapeau rouge